# Hypertension artérielle maligne

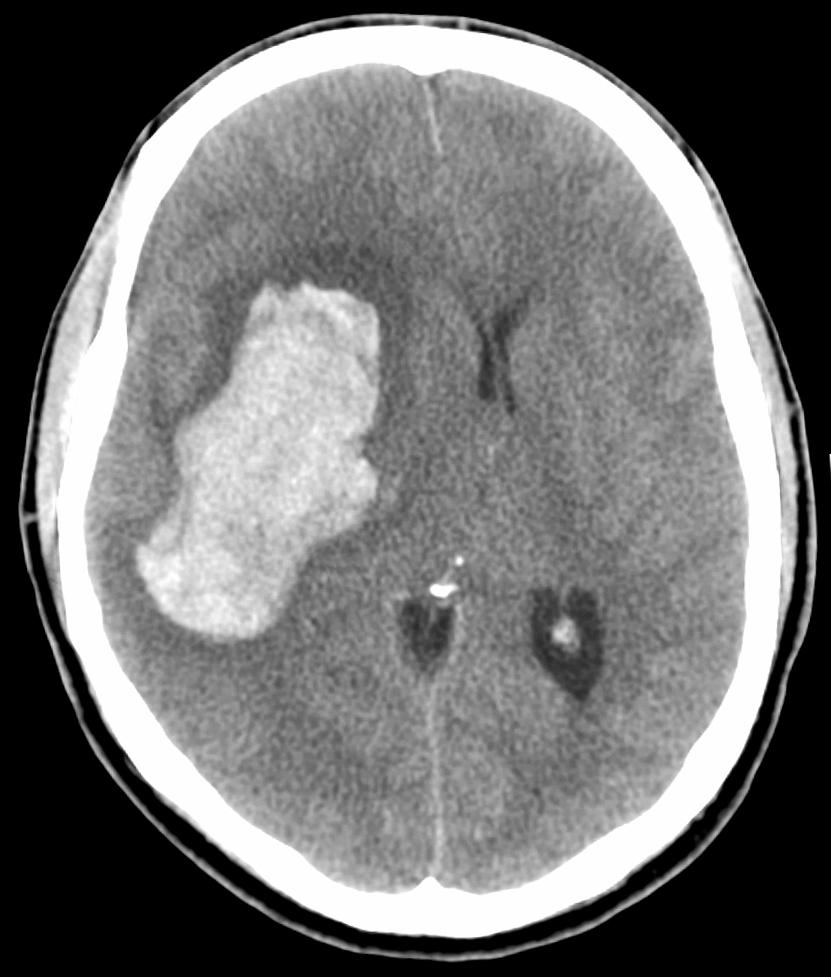
Saignement intra-parenchymateux avec œdème

Pour un article plus général, voir Hypertension artérielle.
L'hypertension artérielle maligne est définie par une élévation importante de la pression artérielle s'accompagnant d'une souffrance viscérale (défaillance cardiaque, rénale, neurologique...) avec à l'examen du fond d'œil une rétinopathie hypertensive au stade III ou IV. Il s'agit d'une urgence médicale.
En général, les valeurs de pression artérielle systolique sont très élevées sans qu'il y ait de valeur seuil (200 à 300 mmHg), par contre en termes de diastolique, on retrouve des valeurs supérieures à 120 mmHg voire 130 mmHg. L'évolution ou les variations tensionnelles peuvent également être importantes.